# A Cappella (album)
A Cappella è un album in studio del cantautore e musicista statunitense Todd Rundgren, pubblicato nel 1985. L'intero album, come suggerito dal titolo, è stato registrato a cappella, e tutti i suoni sono stati prodotti dalla voce di Rundgren utilizzando la tecnica dell'overdubbing.

## Tracce
Tutte le tracce sono di Todd Rundgren, eccetto dove indicato.

Side 1
1. Blue Orpheus – 5:02
2. Johnee Jingo – 3:51
3. Pretending to Care – 3:40
4. Hodja – 3:25
5. Lost Horizon – 4:57

Side 2
1. Something to Fall Back On – 4:13
2. Miracle in the Bazaar – 4:12
3. Lockjaw – 4:01
4. Honest Work – 2:40
5. Mighty Love (Joseph B. Jefferson, Bruce Hawes, Charles Simmons) – 3:41